# Günter Matthias Ziegler
Günter Matthias Ziegler (Munique, 19 de maio de 1963) é um matemático alemão.
Ziegler é conhecido por suas pesquisas sobre matemática discreta e geometria, e particularmente por combinatória poliédrica.

## Biografia
Ziegler estudou na Universidade de Munique, de 1981 a 1984, e obteve o Ph.D. no Instituto de Tecnologia de Massachusetts em 1987, orientado por Anders Björner. Depois de pós-doutorado na Universidade de Augsburgo e no Instituto Mittag-Leffler, obteve a habilitação em 1992 na Universidade Técnica de Berlim, onde foi professor de 1995 a 2011. É atualmente professor da Universidade Livre de Berlim.
Foi palestrante convidado do Congresso Internacional de Matemáticos em Pequim (2002: Face numbers of 4-polytopes and 3-spheres) e Seul (2014: Teaching and learning „What is Mathematics“).

## Prêmios e condecorações
Ziegler recebeu o Prêmio Gerhard Hess da Deutsche Forschungsgemeinschaft (DFG) em 1994 e o Prêmio Gottfried Wilhelm Leibniz de 2001. Em 2006 a Mathematical Association of America concedeu a Ziegler e Florian Pfender sua mais elevada condecoração por exposição matemática, o Prêmio Chauvenet, por seu artigo sobre números de osculação.
Em 2006 foi presidente da Associação dos Matemáticos da Alemanha.

## Publicações selecionadas
- Proofs from THE BOOK, Springer, Berlin, 1998, ISBN 3-540-63698-6
  - Aigner, Martin; Ziegler, Günter (2003), Proofs from THE BOOK, ISBN 3-540-40460-0, Berlin; New York: Springer
- Ziegler, Günter M. (1995), Lectures on Polytopes, Graduate Texts in Mathematics, 152, Berlin, New York: Springer-Verlag.
- Björner, Anders; Ziegler, Günter M. (1992). «8 Introduction to greedoids». In:  White, Neil. Col: Encyclopedia of Mathematics and its Applications. 40. [S.l.]: Cambridge University Press. pp. 284–357. ISBN 0-521-38165-7. MR 1165537. doi:10.1017/CBO9780511662041.009 Em falta ou vazio |título= (ajuda)